# Панайотіс Кокорас
Панайотіс Кокорас (грец. Παναγιώτης Κόκορας, англ. Panayiotis Kokoras; народився 1974, Птолемаїдіа, Греція) — грецький композитор і дослідник комп'ютерної музики, лауреат міжнародних премій.

## Біографія
Кокорас вивчав композицію а також гру на гітарі в Афінах. У 1999 році він переїхав в Англію, де вчився в аспірантурі в університеті Йорка, де він отримав ступінь магістра і доктора філософії.
Він є одним із засновників Грецької асоціації електроакустичної музики композиторів (HELMCA) і з 2004 по 2012 рік він був її президентом і членом правління.
Викладав в Технологічно-педагогічному інституті на Криті, в Університеті імені Арістотеля (Салонікі, Греція). З осені 2012 року отримав посаду асистента в Університеті Північного Техасу (США). У 2017 році відвідав Київ, де взяв участь у міжнародних електроакустичних майстернях (з нагоди 20-річчя створення студії електроакустичної музики).

## Характеристика творчості
Як основний елемент музичної форми своїх творів Кокорас розглядає тембр. Він розробив концепцію «голофонії» («олофонії»), згідно з якою кожний незалежний звук (phonos), однаково робить свій внесок у синтез загального (holos). Як в інструментальних, так і електроакустичних композиціях, його музика звертається до концепції «віртуозності звуку», акцентуючи увагу на вивіреному створенні можливостей для варіювання звуку, а також вивірених відмінностях тембрів окремих звуків, що дозволяють донести музичні ідеї і структури твору.

## Нагороди

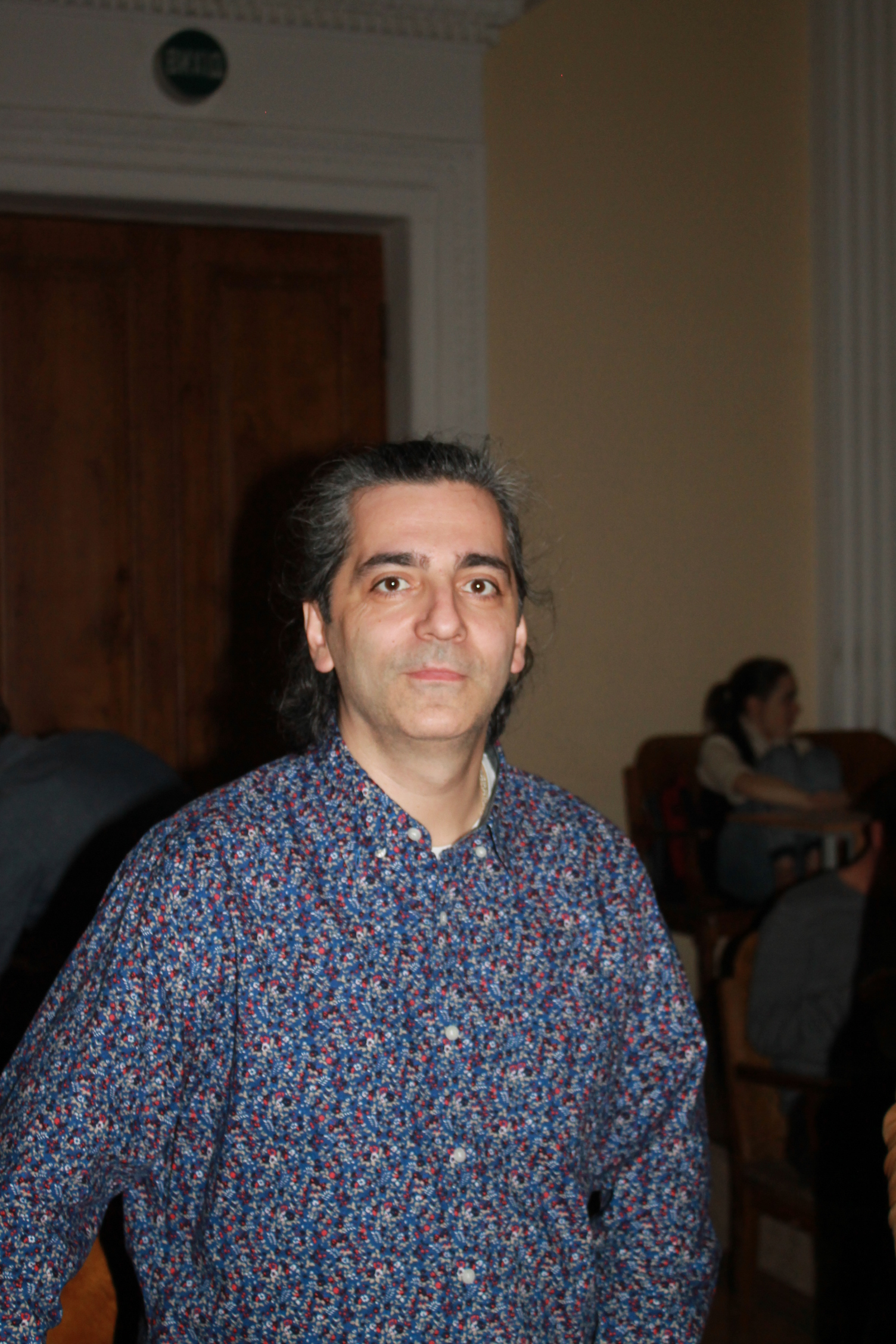
Панайотіс Кокорас у Києві, 2017

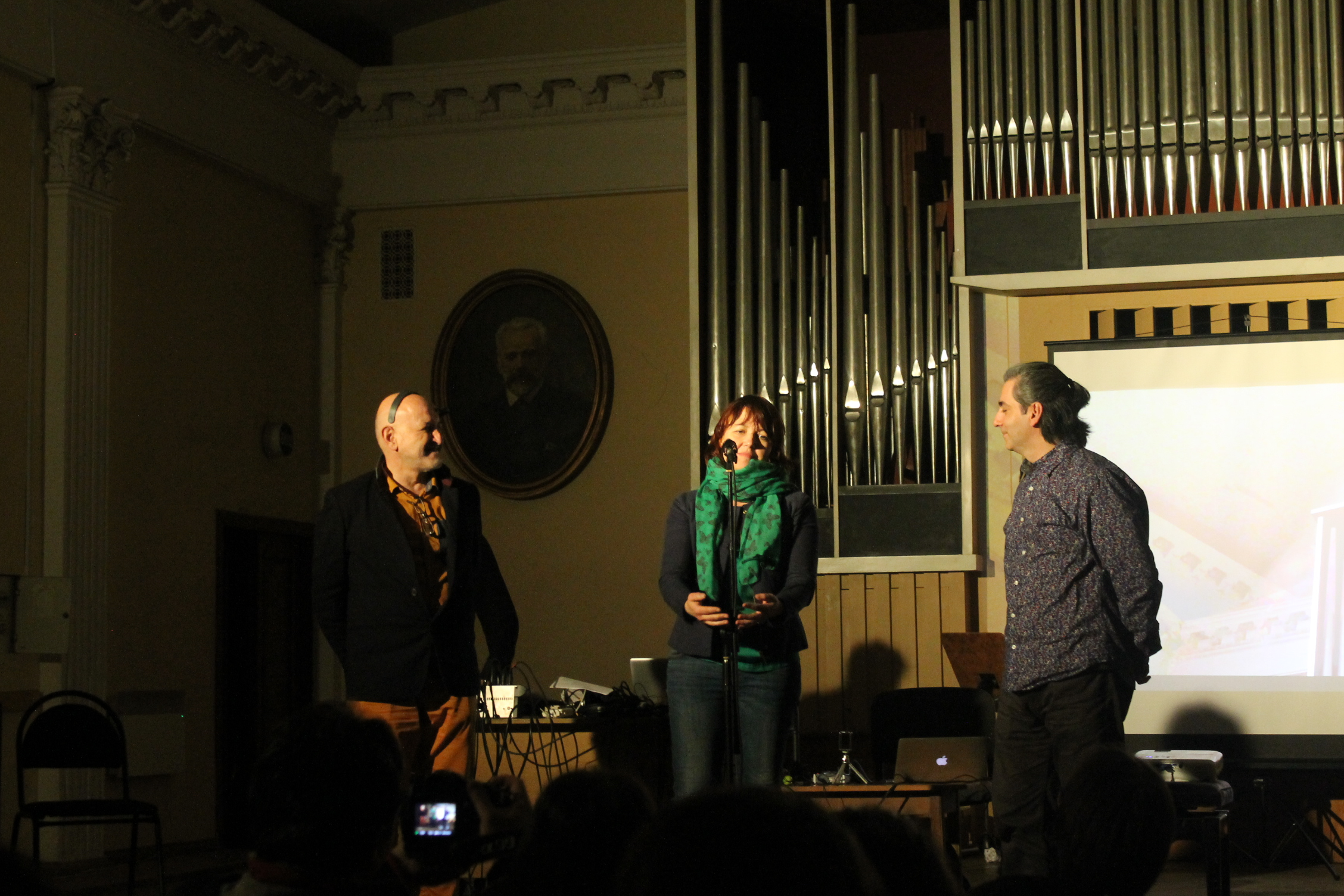
Марек Колоневський, Алла Загайкевич і Панайотіс Кокорас. Київ, 8 квітня 2017

Його твори отримали більше 60 міжнародних нагород і призів, твори були відібрані більш ніж 130 міжнародних запитах на партитури. Серед нагород:
- Destellos Prix 2011, Аргентина [4]
- Prix Ars Electronica 2011, Австрія [5]
- Gianni Bergamo Classic Music Award 2007, Швейцарія [6]
- Pierre Schaeffer 2005, Італія
- Musica Viva 2005 and 2002, Португалія
- Look and Listen Prize 2004, Нью-Йорк (штат) [7]
- Gaudeamus 2004 and 2003, Нідерланди
- Bourges Residence Prix 2004, France
- Insulae Electronicae 2003, Італія
- Jurgenson Competition 2003, Росія
- Seoul international competition 2003, Корея
- Takemitsu Composition Award 2002, Японія [8]
- Noroit Prize 2002, Франція
- CIMESP 2002, Бразилія
- Musica Nova Prize 2001, Чехія
- Métamorphoses 2000, Бельгія.

## Дискографія
Музика Кокораса публікувалася на лейблах Spectrum Press, NOR, Miso Musica, SAN/CEC, Independent Opposition Records, ICMC2004, та іншими.